# Otto Bracke

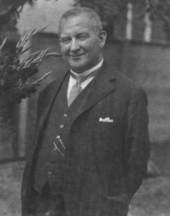
Otto Bracke 1932

Otto Johannes Emil Bracke (* 3. November 1872 in Braunschweig; † 14. September 1934 ebenda)  war ein deutscher Rechtsanwalt und Notar. Er setzte sich durch private Reisen und Vorträge in Frankreich für eine Versöhnung zwischen Deutschland und Frankreich ein.

## Leben
Bracke wurde als zweiter Sohn des Kaufmanns, Politikers und Verlegers Wilhelm Bracke in Braunschweig geboren. Nach dem frühen Tod seines Vaters wurde Bracke Ostern 1881 in die Sexta des Braunschweigischen Real-Gymnasiums aufgenommen. Zwei Jahre später wechselte er auf das dortige Gymnasium Martino-Katharineum. Nach bestandener Reifeprüfung besuchte er ab April 1890 die Universität Berlin und studierte Rechtswissenschaften. Da er Diplomat werden wollte, schrieb er sich im Oktober des Jahres in das „Orientalische Seminar“ ein und bestand im Juli 1892 die arabische Diplomprüfung; Bracke setzte seine Sprachstudien fort und legte die Prüfung für die türkische Sprache ab. Er beherrschte  bereits in jungen Jahren neben Englisch, Niederländisch, Französisch, Italienisch und Hebräisch mehrere arabische Sprachen. Bracke wurde in Dresden promoviert und bestand am 15. Januar 1893 das Referendarexamen.
Auf Bitten seines Bruders Herrmann Bracke nahm er im August 1895 an der Einäscherung von Friedrich Engels in London teil. Im Auftrage der Sektion der SPD veranlasste er, dass ein Blumengebinde auf dem Sarg niedergelegt wurde, was zu Schwierigkeiten in seiner weiteren Laufbahn führte, denn im SPD Organ Vorwärts wurde darüber berichtet. Der Justizminister Wilhelm Spies schrieb am 4. September 1895 an den Landgerichtspräsidenten:

„Wir lassen Ihnen hierneben ein Exemplar des »Vorwärts« zugehen, den Referendar Dr. jur. Otto Bracke hier darüber zu vernehmen, ob die in diesem Blatte blau angestrichene Bemerkung richtig ist, eventuell was der O. Bracke zur Rechtfertigung der Blumen- oder Kranzspende etwa anzugeben hat. Einem baldigen Berichte Ihrerseits sehen wir entgegen.“

 Als er am 30. November 1895 aus dem Dienst entlassen wurde, verwendete sich Wilhelm Kulemann, ein Braunschweiger Landgerichtsrat und nationalliberaler Reichstagsabgeordneter, für ihn und Bracke wurde ein halbes später Jahr wieder für den Dienst zugelassen.
Bracke reiste insgesamt 14-mal in die Vereinigten Staaten. Er besuchte Verwandte in Chicago, wo er am 16. Mai 1900 Georgine Brauckmann, die Tochter des deutschen Einwanderers und Kaufmanns Georg Brauckmann, heiratete.
Neben seiner Tätigkeit als Jurist war Otto Bracke Mitglied der „Association de la reconciliation Franco-Allemande“. Das deutsche Sekretariat dieses Bundes befand sich in Petzen (Bückeburger Land), Sekretär war Pastor Wilhelm Mensching. In England hieß dieser Bund „International Fellowship of Reconciliation“, in Frankreich „Mouvement International de la Réconciliation“. Bracke befasste sich mit dem Ideal, dass es zwischen Deutschland und Frankreich keinen Krieg mehr geben dürfe. Daher ließ er seine vier Söhne frühzeitig Französisch lernen. Die englische Sprache wurde im Hause Bracke sowieso gepflegt. Er unternahm 1933 eine Reise nach Südfrankreich, um Ideen der deutsch-französischen Freundschaft vorzutragen. Dabei hegte er keine politischen Ambitionen, sondern setzte sich aus idealistischen Gründen und aus Überzeugung mit der deutsch-französischen Geschichte auseinander.
Dieser „undeutsche“ Einsatz führte dazu, dass ihm das Notariat entzogen wurde. Am 22. September 1933 teilte der Braunschweigische Justizminister Friedrich Alpers dem  Oberlandesgerichtspräsidenten auf dessen Bericht hin mit, dass Otto Bracke aus dem Amt eines Notars zu entlassen sei.
Bracke nahm sich 1934 mit 61 Jahren das Leben. Er warf sich am 14. September 1934 in der Buchhorst von einer Brücke vor einen Zug.